# Boubacar Guèye
Pour les articles homonymes, voir Babacar Gueye et Gueye.
Boubacar Guèye est un avocat et un homme politique sénégalais, cousin germain de Lamine Guèye.
Né le 15 décembre 1913 à Médina Kasso (Mali), il fut député, ministre de la Justice, proche de Cheikh Anta Diop avec qui il créa le Bloc des masses sénégalaises (BMS) en 1961, également fondateur du Mouvement républicain sénégalais (MRS) en 1979.
Il meurt le 22 novembre 1989 à Dakar des suites d'une longue maladie.